# Ronaldo Martins
Ronaldo Manchado Martins (São Paulo, 21 de janeiro de 1978) é jornalista, apresentador, radialista, compositor, cantor gospel e político brasileiro.

## Carreira

### Política
Em 2001 e 2002, assumiu o mandato de vereador pelo Partido Liberal da cidade cearense de Caucaia na região metropolitana de Fortaleza. Nas eleições de 2002, 2006 e 2010 foi candidato a deputado estadual, conseguindo ser eleito e reeleito com votações expressivas. Durante sua trajetória marcada pela luta contra a exploração sexual de crianças e adolescentes na Assembleia Legislativa do Ceará, foi filiado ao Partido Liberal (eleições de 2002), ao PMDB (eleições de 2006) e ao Partido Republicano Brasileiro (PRB) (eleições de 2010). Na Assembleia Legislativa, foi também Líder do bloco parlamentar que englobam os seguintes partidos: PRB, PTB, PSL, PHS, PMN e PCdoB.
Em 2014, foi eleito deputado federal pelo PRB no estado do Ceará com 117.930 votos (13º mais votado do estado), chegando a ser vice-líder da sua bancada na Câmara dos Deputados e membro da Frente Parlamentar Evangélica. Nas eleições de 2014, seu principal doador na campanha foi o empresário Alexandre Grendene Bartelle.
Nas eleições municipais de 2016, Ronaldo foi candidato a prefeito da cidade de Fortaleza e obteve 51.687 votos (4,02%), sendo vencido pelo então prefeito Roberto Cláudio (PDT), pelo deputado estadual Capitão Wagner (PR), pela ex-prefeita e deputada federal Luizianne Lins (PT) e ainda pelo deputado estadual Heitor Férrer (PSB). No segundo turno, Ronaldo Martins apoiou a candidatura de Roberto Cláudio.
Votou a favor do Processo de impeachment de Dilma Rousseff.
Votou a favor da PEC do Teto dos Gastos Públicos e contra a Reforma Trabalhista. Em agosto de 2017 votou contra o arquivamento do processo em que se pedia abertura de investigação do então Presidente Michel Temer.
Nas eleições de 2018, foi novamente candidato a deputado federal pelo PRB, mas não conseguiu ser reeleito, apesar de ter conseguido mais de 100 mil votos. Com essa votação, Ronaldo ficou como primeiro suplente da coligação MDB/PHS/Avante/SD/PSD/PSC/PODE/PRB que elegeu Moses Rodrigues, Genecias Noronha e Domingos Neto.
Em fevereiro de 2019, assumiu o cargo de Secretário de Esportes e Lazer da Prefeitura de Fortaleza, onde contribuiu para o fomento de políticas públicas com qualificação e inclusão das práticas e espaços de esporte e lazer na capital, com intuito de melhoria da qualidade de vida.
No mês de outubro, Ronaldo Martins, assumiu o cargo de Deputado Federal em Brasília pelo Estado do Ceará.
Atuou na Comissão de Ciência e Tecnologia, Comunicação e Informática, participou também da Comissão Especial de Proteção Social dos Militares, assim como foi membro da CPI de derramamento de Óleo no Nordeste.
É presidente estadual do Republicanos-Ceará. Nas eleições de 2020, foi eleito vereador pela cidade de Fortaleza. 
Nas eleições de 2022, voltou a disputar o cargo de deputado federal pelo Partido Republicanos. Obteve mais de 104 mil votos, porém foi derrotado porque seu partido não alcançou o Quociente Eleitoral.

### Comunicação
Ronaldo Martins é conhecido por sua passagem pela TV Cidade, quando fez participação no programa Cidade 190 e apresentou a versão local do Cidade Alerta, entre 2016 e 2017.
Entre 2017 e 2018, passou a apresentar o Plantão da Cidade na TV Capital. No mesmo período, apresentou programas para a Igreja Universal do Reino de Deus na FM 99,9 e na TV Cidade.

## Vida pessoal
É casado com Andressa Cristina Gonçalves Martins e é pai de uma menina, chamada Stefannie.